# Saarijärvi (sjö i Finland, Lappland, lat 65,93, long 27,13)
Saarijärvi är en sjö i Finland. Den ligger i kommunen Ranua i landskapet Lappland, i den norra delen av landet, 600 km norr om huvudstaden Helsingfors. Saarijärvi ligger 177 meter över havet. Arean är 3,01 kvadratkilometer och strandlinjen är 14,55 kilometer lång. Sjön  ingår i Ijo älvs huvudavrinningsområde.   I sjön finns öarna Isosaari och Pikkusaari.
I övrigt finns följande vid Saarijärvi:
- Ojajärvi (en sjö)
- Yli Pajulampi (en sjö)